# گرگ‌ومیش (رمان)
گرگ و میش (به انگلیسی: Twilight) رمانی خون‌آشامی است که توسط استفانی مایر نوشته شده. این کتاب به صورت رسمی با جلد سخت در سال ۲۰۰۵ منتشر شد و نام اولین کتاب از مجموعه گرگ و میش است. قهرمان این داستان ایزابلا(بلا) سوان هفده ساله نام دارد، او از شهر فینیکس در ایالات آریزونا به شهر فورکس در ایالت واشینگتن سفر می‌کند و زمانی که عاشق خون‌آشامی به اسم ادوارد کالن می‌شود، زندگی‌اش تغییرات زیادی میکند. کتاب‌های بعد این مجموعه شامل ماه نو ، کسوف، سپیده دم و خورشید نیمه‌شب هستند.

## ایجاد ایدهٔ رمان
استفانی میر جرقهٔ ذهنی رمان گرگ و میش را دیدن یک خواب عجیب و غریب توصیف می‌کند. همچنین وی گرگ و میش را بر اساس غرور و تعصب از جین آستین
ماه نو را با اقتباس از نمایش نامه رومئو و ژولیت از شکسپیر، کسوف را بر اساس رمان بلندی‌های بادگیر اثز امیلی برونته و دست آخر سپیده دم را بر اساس نمایشنامه رؤیای نیمه شب تابستان به قلم شکسپیر نگاشته‌است.

## خلاصهٔ داستان
ایزابلا «بلا» سوآن از شهر آفتابی فینیکس به شهر بارانی فورکس برای زندگی در کنار پدرش سفر می‌کند. او اینکار را می‌کند تا مادرش بتواند با همسرش که یک بازیکن بیسبال است به مسافرت برود. مدرسهٔ جدیدش در شهر فُورکس نظر او را جلب می‌کند و با تعدادی از دانش‌آموزان ارتباط برقرار می‌کند. همچنین وی اذعان داشته برای نگارش
روز اول مدرسه، زمانی که بلا برای نخستین‌بار کنار ادوارد کالن می‌نشیند، او وی را کاملاً تحت تأثیر قرار می‌دهد.

## عنوان‌های کسب‌کرده
- عنوان بهترین ویراستاری از طرف نیویورک تایمز
- بهترین کتاب سال ناشر هفتگی
- «به عنوان یکی از ده کتاب برتر رمان بزرگسال» و «یکی از ده کتاب برتر دارای عنوان کمترین خوانندگان» انتخاب‌شده توسط انجمن کتابخانه‌های آمریکا
- ترجمه‌شده به بیست زبان[۵]
- در فهرست پرفروش‌ترین‌های نیویورک تایمز[۶]

## فیلم گرگ و میش
در این فیلم کریستن استوارت در نقش بلا سوان و رابرت پتینسون در نقش خون‌آشامی به اسم ادوارد کالن نقش آفرینی می‌کنند. نمایش این فیلم از ۲۱ نوامبر ۲۰۰۸ آغاز شد و در روز اول اکران توانست ۳۵٫۷ میلیون دلار فروش کند.